# For Your Love
Singles de The Yardbirds
Good Morning Little Schoolgirl
(1964) Heart Full of Soul
(1965)
For Your Love est une chanson écrite et composée par Graham Gouldman et enregistrée par le groupe britannique The Yardbirds. Sorti en mars 1965, c'est leur premier succès dans le top dix au Royaume-Uni et aux États-Unis. La chanson s'éloigne des racines blues du groupe au profit d'un son pop rock plus commercial. Le guitariste Eric Clapton désapprouve ce changement et choisit de quitter le groupe peu de temps après la sortie du single,,.

## Contexte
Gouldman écrit la chanson à l'âge de 18 ans alors qu'il travaille de jour dans une boutique d'habillement pour hommes près de Salford Docks et joue de nuit avec le groupe semi-professionnel de Manchester, les Mockingbirds.Gouldman cite les Beatles comme son influence :

« Nous sommes descendus dans Denmark Street et avons fait le tour de tous les éditeurs pour essayer de trouver une chanson ... nous n'avons trouvé aucune chanson qui nous plaisait ou on ne nous a donné aucune chanson et les Beatles avaient commencé et je me suis dit 'eh bien, je vais vraiment m'initier à l'écriture de chansons.' J'avais essayé un peu, mais ils ont vraiment été mon inspiration et m'ont donné, ainsi qu'à beaucoup d'autres personnes, le courage de le faire. Nous voulions tous ressembler aux Beatles. J'ai écrit deux chansons et la maison de disques avec laquelle nous travaillions a refusé l'une des chansons. La chanson qu'ils ont refusée était For Your Love, qui a finalement trouvé son chemin vers les Yardbirds. »

Les Yardbirds se produisent lors d'un concert de Noël au Hammersmith Odeon à Londres et l'éditeur de chansons Ronnie Beck joue la chanson à leur manager, Giorgio Gomelsky, et au groupe.

## Enregistrement
Les Yardbirds enregistrent For Your Love aux studios IBC de Londres le 1er février 1965,. La majeure partie de la chanson est enregistrée avec le chanteur Keith Relf et le batteur Jim McCarty accompagnés par les musiciens de session Ron Prentice à la basse à archet, Denny Piercy aux bongos et Brian Auger au clavecin.Les guitaristes Eric Clapton et Chris Dreja ne se produisent que pendant la section intermédiaire de la chanson. Le bassiste Paul Samwell-Smith assume le rôle de producteur et est répertorié à la direction musical sur le 45 tours. À la fin de la session, Auger s'est demandé : « Qui, sensé, va acheter un single pop avec un clavecin dessus ?

## Personnel
- Keith Relf : chant, chœurs

- Jim McCarty : batterie

- Ron Prentice : basse à archet
- Denny Piercy : bongos
- Brian Auger : clavecin
- Eric Clapton et Chris Dreja : guitares (sur le pont)
- Paul Samwell-Smith : production (crédité "direction musicale)
- Giorgio Gomelsky : production

- Glyn Johns : ingénieur du son[12]

## Parution
Peu de temps après la sortie du single par Columbia le 5 mars 1965, il devint un succès au Royaume-Uni. Lorsqu'il est sorti un mois plus tard par Epic Records aux États-Unis, il est devenu le premier single du groupe à figurer dans les classements. À cette époque, Clapton avait déjà quitté le groupe pour diverses raisons, notamment leurs aspirations plus commerciales.
| Classement                     | rang | Ref(s) |
| ------------------------------ | ---- | ------ |
| UK (Record Retailer)           | 3    | [ 9 ]  |
| UK (NME)                       | 1    | [ 14 ] |
| Canada (RPM)                   | 1    | [ 15 ] |
| Irlande (IRMA)                 | 10   | [ 16 ] |
| Italie (Musica e dischi)       | 14   | [ 17 ] |
| Suède (Kvällstoppen)           | 13   | [ 18 ] |
| Suède (Tio i Topp)             | 5    | [ 19 ] |
| US (Billboard Hot 100)         | 6    | [ 9 ]  |
| US (Cashbox Top 100)           | 6    | [ 20 ] |
| US (Record World 100 Top Pops) | 4    | [ 21 ] |

## Reprises
- Devil's Disciples en single You better move on/For Your Love en 1964.
- Herman's Hermits sur l'album live Herman's Hermits on Tour en 1965.
- The Yardbirds sur l'album For Your Love en 1965.
- Graham Gouldman sur l'album The Graham Gouldman Thing en 1968.
- Fleetwood Mac sur l'album Mystery to Me en 1973 et en single. Cash Box a qualifié cette version de "traitement totalement contemporain, mais toujours hard rock de ce grand groupe de rockers britannique" qui conserve l'essence de la mélodie originale[22].
- Nils Lofgren sur l'album Cry Tough en 1976.
- Flint sur l'album Flint en 1978.
- Claudja Barry en single For Your Love/Beat My Drumen 1983.
- Humble Pie sur l'album live Live at the Whiskey A-Go-Go '69, enregistré en 1969 et publié en 2002.